# Marcel Husson
Marcel Husson, né le 23 janvier 1937 à Metz, est un entraîneur français, et ancien joueur de football.

## Carrière de joueur
- 1947-1955 : AS Borny
- 1955-1957 : CS Blénod
- 1957-1959 : ASFAR Rabat (Maroc, D1)
- 1960-1967 : FC Metz
- 1967-1971 : AS Talange (entraîneur-joueur)
- 1971-1978 : Amnéville (entraîneur-joueur)[1]

## Carrière d'entraîneur
- 1982 : Wydad de Casablanca
- 1984-1989 : FC Metz
- 1989-1990 : RC Lens
- 1990 : AS Nancy-Lorraine
- 1991 : FC Gueugnon
- 1992 : Club africain
- 1994 : Gazélec Ajaccio
- 2007 : FC Bleid, entraîneur adjoint